# BabyTV
BabyTV је међународни телевизијски канал за бебе, малишане и родитеље, у власништву Fox Networks Group, подружнице Walt Disney Direct-to-Consumer & International, у коначници у власништву компаније The Walt Disney Company. Покренут 2005. године, BabyTV се дистрибуира у преко 100 земаља, а емитује се на 18 језика (од 2013). Канал не емитује телевизијске рекламе. У Србији канал се може пратити путем кабловских и сателитских оператера, на енглеском језику, без синхронизације или титла на српском језику.

## Историја
BabyTV је први пут покренут 2003. године као блок у Израелу од стране Рон Ајзак, Маја и Лиран Талит и чланова њихове породице.
BabyTV је касније почео као телевизијски канал 2005. године, а у септембру 2007. године, Њу Корпсов Fox Networks Group стекао је главни удео у BabyTV-у, сврставајући га уз међународну понуду Fox Crime, Fox, Nationl Geographic и других.
Француске власти су 2008. године забраниле емитовање програма намењених деци млађој од 3 године, и наложиле да се упозорења укључе на страним каналима доступним у Француској, попут BabyTV-a и његовог конкурента Baby First.
20. марта 2019. године, канал је постао део компаније Walt Disney Direct-to-Consumer & International као резултат куповине компаније 21st Century Fox од компаније The Walt Disney Company.